# 溢水镇 (竹山县)
溢水镇，是中华人民共和国湖北省十堰市竹山县下辖的一个乡镇级行政单位。

## 行政区划
溢水镇下辖以下地区：
溢水街村、朱家塆村、燕子山村、五房沟村、下腰店村、何家湾村、涧沟村、东川村、华家湾村、小东川村、鹰岩村、三圣村、邵家沟村、陈家铺村、庙梁村、天桥村、杨家坝村、船舱村、腰店村和花栎村。